# Жаргон
Жаргон је специфична врста речи која припада једној групи, средини или неформалној скупини (спортски, војнички, адолесцентски, студентски...). Жаргон је чест у техничким и научним професијама. Он је често тешко разумљив или неразумљив без контекста па употреба жаргона може бити и затворена комуникација унутар групе ради заштите њених интереса. Жаргон се употребљава и као елемент књижевног језика.